# Evolocumab
Evolocumab è un anticorpo monoclonale progettato per ridurre i livelli del colesterolo nel sangue. È il secondo anticorpo monoclonale approvato con questa indicazione dopo l'alirocumab. Gli studi effettuati dimostrano l'efficacia sulla colesterolemia, ma non esistono dati sull'effetto sulla mortalità e morbilità a lungo termine nei pazienti con aterosclerosi.

## Meccanismo d'azione
Evolocumab, come alirocumab, blocca la proteina PCSK9 delle cellule epatiche. Evolocumab è stato progettato per legarsi a PCSK9 e inibire PCSK9 dal legarsi ai recettori LDL sulla superficie del fegato. In assenza di PCSK9, ci sono più recettori LDL sulla superficie delle cellule epatiche per rimuovere le LDL dal sangue..

## Farmacocinetica e farmacodinamica
Dopo somministrazione di una singola dose sottocutanea le concentrazioni sieriche massime mediane sono raggiunte in 3 - 4 giorni.
La biodisponibilità assoluta dopo somministrazione s.c. è del 72%. Il volume di distribuzione medio allo steady-state è pari a 3,3 (0,5) litri indicando una limitata distribuzione di evolocumab nei tessuti. La molecola è composta unicamente da aminoacidi e carboidrati come le immunoglobuline naturali e si ritiene che il metabolismo e l'eliminazione segua le vie della clearance delle immunoglobuline, con conseguente degradazione in piccoli peptidi e singoli aminoacidi. L'emivita effettiva stimata è compresa tra 11 e 17 giorni.
Negli studi clinici, l'evolocumab ha determinato una riduzione della PCSK9 circolante, del colesterolo-LDL, colesterolo totale, della ApoB, del colesterolo non-HDL, del rapporto CT/C-HDL, del rapporto ApoB/ApoA1, del colesterolo-VLDL, dei trigliceridi e della Lipoproteina(a), nonché un aumento del colesterolo-HDL e e della ApoA1 nei pazienti con ipercolesterolemia 
primaria e con dislipidemia mista.
Sia con la somministrazione sottocutanea di 140 mg ogni 2 settimane sia con quella di 420 mg una volta al mese si sono ottenuti risultati equivalenti in termini di abbassamento medio del colesterolo-LDL (riduzioni rispetto al basale comprese 
tra -72% e -57% in confronto al placebo). Il trattamento ha portato a una riduzione simile del colesterolo-LDL sia in monoterapia, sia in associazione con altre terapie ipolipemizzanti.

## Commercializzazione
L'FDA ha approvato il farmaco per la commercializzazione negli Stati Uniti il 27 agosto 2015.  Nel maggio 2015 il Committee for Medicinal Products for Human Use (CHMP) dell'ente regolatorio europeo EMA ha dato parere positivo per la commercializzazione in Europa. 
L'AIFA ha dato iniziale comunicazione della nuova molecola il 1º giugno 2015. Poi, con la determina n. 1248/2015 del 24 settembre 2015, pubblicata sulla G.U. n. 237 del 12/10/2015,  ha approvato la commercializzazione del farmaco in Italia in fascia A.
Il farmaco è soggetto a prescrizione medica limitativa, da rinnovare volta per volta; la prescrizione deve essere effettuata da centri ospedalieri o da specialisti in cardiologia, in endocrinologia o in medicina interna.

## Indicazioni e dosaggio
Le indicazioni approvate dall'FDA sono:
- l'iperlipemia primaria: in aggiunta alla dieta e alla terapia massimale con statine per il trattamento dell'adulto con ipercolesterolemia familiare eterozigote o malattia aterosclerotica cardiovascolare clinicamente manifesta, nei pazienti che richiedono un ulteriore abbassamento del colesterolo-LDL. Il dosaggio è di 140 mg ogni due settimane per via sottocutanea oppure di 420 mg per via sottocutanea una volta al mese (viene consigliata la somministrazione di tre fiale da 140 mg entro 30 minuti).
- l'ipercolesterolemia famigliare omozigote: in aggiunta alla dieta e alle altre terapie per la riduzione dell'LDL-colesterolo (statine, ezetimibe, aferesi delle LDL) nei pazienti che richiedono un ulteriore abbassamento dell'LDL-colesterolo. Il dosaggio in questo caso è di 420 mg per via sottocutanea una volta al mese (sempre con la somministrazione di tre fiale da 140 mg entro 30 minuti).

Il farmaco è commercializzato in siringa preriempita monouso sterile; si presenta come un liquido da incolore a giallo pallido.

## Effetti collaterali
Le reazioni avverse al farmaco segnalate più comunemente nel corso degli studi di registrazione sono state nasofaringite (4,8%), infezione delle vie respiratorie superiori (3,2%), mal di schiena (3,1%), artralgia (2,2%), influenza (2,3%) e nausea (2,1%). Possono verificarsi reazioni immunitarie (rash cutaneo, orticaria) e reazioni nel punto di unoculazione (eritema, dolore, lividi).

## Controindicazioni
Ipersensibilità al principio attivo o agli eccipienti.
Non sono stati condotti studi nei pazienti con insufficienza epatica o insufficienza renale severa.
Non sono stati condotti studi dell'interazione con altri farmaci ad eccezione delle statine ed ezetimibe.